# 金沢靖
金沢 靖（かなざわ やすし、1943年9月17日-）は、日本の写真家。本名は金澤 靖。 
新聞、雑誌、テレビコマーシャルなど広告写真を中心に活動する。

## 略歴
1943年東京生まれ。1966年日本大学法学部法律学科を卒業後、写真を学ぶため東京ビジュアルアーツに入学。1968年に卒業しアートセンターに入社。 1969年、写真家・加納典明の事務所を仮事務所としていた写真家・下里幸夫に師事し、特に加納典明の影響を受けた。  
1970年に第10回APA賞（日本広告写真家協会賞）を受賞。フリーランスとなった後、広告写真、テレビCFのカメラマンとして、ファッションモデル、俳優、歌手などにとどまらず、ダンサー、作家、音楽家、ピアニスト、映画監督、芸術家、政治家、スポーツ選手、落語家、テレビタレントなど、幅広く多職種の人物を撮影する。

## 主な受賞
- 1970年　第10回APA賞[1]（日本広告写真家協会）
- 1981年　ACC話題賞[2]（全日本コマーシャル協議会（現・全日本シーエム放送連盟）

## 写真集
- 『LOVE is LOVE 愛のかたち』竹書房、1992年。ISBN 4-88475-153-1。
- 『ライオンが見ていた 愛のある風景』日本文芸社、1994年。ISBN 4-537-02396-1。
- 『UNCOVERED J.men's』京惠出版、1995年。
- 『danseur』ソシム、1998年。ISBN 4-88337-2650。
- 『トムとバンザイ』新潮社、1998年。ISBN 4-10-422801-X。
- 『Dryers 除湿する女たち』日本写真企画、1999年。ISBN 4-930887-11-9。
- 『自転車のある風景 ヨーロッパ北欧』ソシム、1999年。ISBN 978-4-88337-267-6。[3]
- 金沢靖『48H』竹書房、2002年。ISBN 4-81240914-4。
- 『自転車のある風景 カサブランカからニューヨークまで』愛育社(現・愛育出版)、2002年。ISBN 4-7500-0119-8。
- 『自転車のある風景Ⅲ 風に解かれた人々』愛育社(現・愛育出版)、2004年。ISBN 978-4-909080-67-7。[4]

## 共書
- 高橋享『男と女の2WAYマッサージ』マガジンハウス、1988年。ISBN 4-8387-0026-1。（「ターザン (雑誌)」創刊号から1998年2月10日号連載分まで）

## 個展
- TDS（東京デザイナーズスペース）ギャラリー（5回開催）
- デルタミラージュ[5]、富士フォトサロン[6]、キヤノンギャラリー[7]（各2回開催）
- コダックフォトサロン

## 出演
映画『ダイアモンドは傷つかない』1982年　監督：藤田敏八

## 交友関係
- 武田武人